# Zeca Assumpção
José Thomaz de Assumpção, mais conhecido como Zeca Assumpção (São Paulo, 19 de setembro de 1945) é um contrabaixista, arranjador e compositor brasileiro.

## Biografia

### Carreira
Estudou música, arranjo e composição no Berklee College of Music, em Boston, tendo como professores, entre outros: John Neves, William Curtis, Herb Pomeroy, Ron Mclure, Gary Burton.
Posteriormente, já no Brasil, gravou para rádio, TV, cinema, teatro.
Foi fundador do “Grupo Um” com Lelo Nazário e Zé Eduardo Nazário.
Participou do trabalho de Egberto Gismonti durante aproximadamente 20 anos. Em duo, com o grupo Academia de Danças, e outras formações, atuou em vários discos e muitas turnês pela Europa, Estados Unidos, América do Sul e Japão.
Tocou e/ou gravou com grandes nomes da música nacional e internacional, entre eles, Hermeto Pascoal, Victor Assis Brasil, Egberto Gismonti, John Scofield, Nelson Ayres, Claudio Roditi, Elis Regina, João Bosco, Lucio Alves, Chico Buarque, Robertinho Silva, Michel Legrand, Caetano Veloso, Gal Costa, Ná Ozzetti, Ivan Lins, André Magalhães, Joyce, Wagner Tiso, Adriana Calcanhoto, Luis Bacalov, Benny Carter, Dorival Caymmi, Ryuichi Sakamoto, Jaques Morelembaum, Marlui Miranda, José Miguel Wisnick, entre outros.

## Prêmios
- 1981 – eleito melhor contra-baixista brasileiro pela revista “Playboy”
- 1982 – eleito melhor contra-baixista de jazz do país, pela “Sociedade Brasileira de Jazz”

Criou as trilhas para as coreografias “Ma” , “Folia II ” e “Aquilo de que somos feitos” de Lia Rodrigues.
- 1996 - indicação para o Prêmio Mambembe (Integração de linguagens música/dança em “Folia II “ )[1]
- 2000 - vencedor do prêmio RioDança (Prefeitura do Rio de Janeiro) na categoria trilha sonora na criação de Lia Rodrigues “Aquilo de que somos feitos”[1]
- Trilha sonora dos longa-metragem “Barrela” de Marco Antonio Cury, “Matou a familia e foi ao cinema” de Neville de Almeida e para o documentário “Amazon Encounter” sobre o encontro internacional dos Índios no Xingu.
- Prêmio de melhor trilha sonora no 23º Festival de Cinema de Brasília, com o filme “Barrela.”[1]